# Machaerina
Machaerina es un género de plantas herbáceas de la familia Cyperaceae. Comprende 94 especies descritas y de estas, solo 51 aceptadas.

## Taxonomía
El género fue descrito por Martin Vahl y publicado en Enumeratio Plantarum . . . 2: 238. 1805. La especie tipo es: Machaerina restioides (Sw.) Vahl. 

## Especies seleccionadas
- Machaerina acuta
- Machaerina affinis
- Machaerina anceps
- Machaerina angustifolia
- Machaerina arfakensis
- Machaerina aromatica
- Machaerina arthrophylla